# Marjorie Mestayer
Marjorie Katherine Mestayer (* 1880 in England; † 7. September 1955 in Wellington, Neuseeland) war eine neuseeländische Kuratorin und Muschelforscherin.

## Frühes Leben
Marjorie Katherine Mestayer wurde 1880 in England geboren. Ihre Eltern emigrierten nach Australien als sie zwei Jahre alt war. Als sie das Alter von zwölf Jahren erreicht hatte, zog die Familie nach Neuseeland und siedelte in Wellington. Ihr Vater war Ingenieur und war in der Stadt für die Planung und den Bau des Abwassersystems zuständig. Doch er war auch ein Amateur-Naturforscher, was Marjorie wohl dazu veranlasst haben musste, sich auch mit der Natur zu beschäftigen. Über ihre Kindheit, Jugendzeit und Schulbildung ist nichts bekannt, außer, dass sie sich inspiriert durch Sir James Hector schon als Teenager für Mollusken interessiert hatte.
Von 1897 bis 1899 absolvierte Marjorie mehrere Stufen der Hilfe-Ausbildung in der St. John Ambulance und in den Jahren bis zu ihrer Anstellung beim Dominion Museum hat sie für wohltätige Zwecke gearbeitet und sich für die Bewohner auf den Melanesischen Inseln eingesetzt.
Marjorie muss wohl die meiste Zeit, wenn nicht sogar ihr gesamtes Leben in Neuseeland im Haus der Familie im Stadtteil Thomdon in Wellington gelebt haben.

## Arbeit als Muschelexpertin
Vom 1. Mai 1919 bis zum 30. April 1932 war Marjorie als Muschelexpertin vom damaligen Dominion Museum auf Vertragsbasis angestellt und erhielt von der Wellington Philosophical Society und dem New Zealand Institute zu verschiedenen Zeiten kleine Zuschüsse für ihre Mollusken-Feldarbeit. Während ihrer Zeit im Dominion Museum hatte sie neben einzelnen Fachdiskussionen vier Veröffentlichungen, die in den Transactions and Proceedings of the New Zealand Institute publiziert wurden. Auch nahm sie im Januar 1921 an dem New Zealand Science Congress in Palmerston North teil und war die einzige Frau, die dort einen Vortrag gehalten hat. Ihr Thema bezog sich auf die in Neuseeland vorkommenden Muscheln.
1932 wurde Marjorie vermutlich aufgrund von Mittelkürzungen vom Museum entlassen. Wie sie sich danach beruflich betätigt hat, ist nicht bekannt.
Marjorie Katherine Mestayer starb am 7. September 1955 in Wellington und wurde auf dem Karori Cemetery beerdigt.

## Publikationen
- New Zealand Mollusca: No. 3. In: W. A. G. Skinner, Government Printing Office (Hrsg.): Transactions and Proceedings of the New Zealand Institute. Volume 56. Wellington 12. Juli 1926, S. 583–587 (englisch, Online [abgerufen am 23. Januar 2025]).
- A Note on Sigapatella terraenovae Peile. A new Montfortula. In: Transactions and Proceedings of the New Zealand Institute. Volume 59. Ferguson & Osborn Ltd., Wellington 30. November 1928, S. 622–624 (englisch, Online [abgerufen am 23. Januar 2025]).
- Notes on New Zealand Mollusca. No. 4. In: Transactions and Proceedings of the New Zealand Institute. Volume 60. Ferguson & Osborn Ltd., Wellington 31. August 1929, S. 247–250 (englisch, Online [abgerufen am 23. Januar 2025]).
- Notes on New Zealand Mollusca. No. 5. In: Transactions and Proceedings of the New Zealand Institute. Volume 61. Ferguson & Osborn Ltd., Wellington 31. Mai 1930, S. 144–146 (englisch, Online [abgerufen am 23. Januar 2025]).

## Muscheln, die ihren Namen tragen
- 1906 – Heliconiscus mestayerae
- 1914 – Lepidopleurus mestayerae
- 1914 – Parachiton mestayerae
- 1915 – Fusus mestayerae
- 1924 – Lima mestayerae
- 1929 – Buccinulum strebeli mestayerae
- 1931 – Syrnola mestayerae
- 1933 – Perrierina mestayerae
- 1956 – Cvclopecten mestayerae[6]